# Колониченко, Алексей Фёдорович
Алексей Фёдорович Колониченко — советский хозяйственный, государственный и политический деятель.

## Биография
Родился в 1915 году в деревне Линёво Шарыповского района Красноярского края. Член КПСС с 1939 года.
С 1934 года — на хозяйственной, общественной и политической работе. В 1934—1972 гг. — на комсомольской работе в родном селе, первый секретарь Шарыповского райкома ВЛКСМ, участник Великой Отечественной войны, командир сапёрного батальона 1131-го стрелкового полка 337-й стрелковой дивизии, участник советско-японской войны, секретарь Эвенкийского окружкома комитета ВКП(б), председатель Исполнительного комитета Таймырского (Долгано-Ненецкого) окружного Совета, 1-й секретарь Таймырского (Долгано-Ненецкого) окружного комитета КПСС.
Делегат XXII, XXIII и XXIV съездов КПСС.
Умер после 1985 года.